# Higashi no Eden
Higashi no Eden (Nhật: 東のエデン) là một bộ anime truyền hình của Nhật Bản được phát sóng trên khung giờ Noitamina của Fuji TV từ tháng 4 đến tháng 6 năm 2009. Do Kamiyama Kenji làm đạo diễn kiêm tác giả kịch bản và sáng tạo, bộ phim có phần thiết kế nhân vật do Umino Chica đảm nhiệm và sản xuất hoạt họa của Production I.G. Dựa trên nguyên tác của Kamiyama, đây là bộ phim hoạt hình nguyên tác đầu tiên được phát sóng trên Noitamina.
Một tuyển tập phim truyền hình mang tên Eden of the East Compilation: Air Communication, được phát hành chiếu rạp hạn chế vào ngày 26 tháng 9 năm 2009. Hai phần phim chiếu rạp cũng được phát hành. Eden of the East Movie I: The King of Eden (lấy bối cảnh sáu tháng sau bộ phim truyền hình) được phát hành ở Nhật Bản vào ngày 28 tháng 11 năm 2009, còn phần phim thứ hai Eden of the East the Movie II: Paradise Lost (lấy bối cảnh nhiều giờ sau The King of Eden) được phát hành vào ngày 13 tháng 3 năm 2010. Cả bộ anime truyền hình và hai phần phim điện ảnh đều được cấp phép cho Funimation (nay là Crunchyroll tính đến 2025) để phân phối ở Bắc Mỹ. Bộ phim ra mắt tại Hoa Kỳ ở sự kiện Anime Expo vào năm 2010 cùng với một cuộc thảo luận nhóm với đạo diễn Kamiyama Kenji, đạo diễn hoạt họa Nakamura Satoru và nhà sản xuất Ishii Tomohiko.

## Nội dung

### Anime truyền hình
Ngày 22 tháng 11 năm 2010, mười tên lửa đạn đạo phóng vào Nhật Bản, song không có thiệt hại nào về người. Vụ khủng bố công khai được gọi là "Careless Monday", và không có ai đứng ra nhận trách nhiệm. Ba tháng sau, nữ sinh đại học Morimi Saki ghé thăm thành phố New York rồi đến Washington D.C. trong chuyến đi tốt nghiệp. Bên ngoài Nhà Trắng, Saki chạm mặt một người đàn ông Nhật Bản khỏa thân bị mất trí nhớ. Sau khi nhận áo khoác của Saki, người đàn ông đi theo chỉ dẫn của nhân viên hỗ trợ khách hàng Juiz trên chiếc điện thoại di động lạ thường để tới một căn hộ và tìm thấy ở đó nhiều hộ chiếu giả, rồi chọn lấy danh tính Takizawa Akira. Saki quay lại để lấy lại tấm hộ chiếu của mình, rồi họ trở về Nhật Bản - nơi vừa hứng chịu một tên lửa đạn đạo mới.
Takizawa phát hiện ra điện thoại của cậu chứa tới 8,2 tỷ yên tiền số, và cậu dính líu tới một trò chơi gồm mười hai cá nhân (gọi là Seleção) được tặng 10 tỷ yên để cứu Nhật Bản bằng một cách nào đó. Seleção có thể liên lạc với Juiz - người có thể đáp ứng yêu cầu của họ với một mức giá. Tuy nhiên, nếu số tiền bị tiêu hết hoặc vì mục đích ích kỷ, cá nhân sẽ bị Supporter - "người thứ 12" ẩn danh của nhóm tiêu diệt. Trong lúc tìm kiếm câu trả lời, Takizawa biết được cậu liên quan đến vụ Careless Monday, vận chuyển 12.000 người NEET tới Dubai sau khi họ giúp sơ tán các mục tiêu mà tên lửa nhắm đến trước vụ tấn công.
cậu cũng chạm mặt với các Seleção khác, gồm sĩ quan cảnh sát Kondō Yūsei, bác sĩ phẫu thuật thần kinh Hiura Hajime và sát nhân hàng loạt Shiratori Diana Kuroha - chuyên săn tìm những hung thủ hiếp dâm. Sau đó, Saki và bạn bè cô (họ điều hành một công ty có tên gọi Eden of the East) tham gia vào các thuyết âm mưu xoay quanh Takizawa. Tên công ty lấy từ một ứng dụng điện thoại di động có thể nhận dạng và cung cấp chi tiết về đồ vật và con người thông qua mạng xã hội.
Takizawa gặp Itazu Yutaka (một hikikomori kiêm hacker); Itazu là người nghiên cứu điện thoại của Takizawa và Kondō đã chết, và cậu có thể truy cập các yêu cầu của Seleção. Họ phát hiện Takizawa không phải người phóng tên lửa, song nó lại do các Seleção khác gồm Mononobe Daiju và Yūki Ryō sắp đặt. Sau khi Takizawa rời đi, Itazu phát hiện 60 tên lửa sẽ được phóng, song bị xe của Mononobe đâm phải trước khi cậu kịp báo tin cho Takizawa. Tuy nhiên, Itazu kịp gửi trước cơ sở dữ liệu về Seleção cho Eden, và hồi phục trong bệnh viện.
Mononobe tiếp cận Takizawa, rồi cậu ta mời cậu tới trò chơi hạ màn của mình. cậu ta giải thích rằng Mr. Outside thực ra là Atō Saizō - một doanh nhân lớn tuổi giúp tái gây dựng Nhật Bản thời hậu chiến. Cậu tin rằng Atō đã chết. Sau khi đi tới cơ sở doanh nghiệp của Atōy, Mononobe tiết lộ với Takizawa rằng Juiz là một trí tuệ nhân tạo tiên tiến được đặt trong mười hai siêu máy tính. Takizawa phản đối kế hoạch của Mononobe và Yūki, nhưng rồi họ tiết lộ rằng chính Takizawa đã biến mình thành kẻ từ vì đạo nhằm bảo vệ các NEET khỏi bị cáo buộc là kẻ khủng bố, xóa ký ức của cậu để bảo vệ họ.
Takizawa gặp lại Saki và Eden tại nhà cậu - một trung tâm thương mại trong nhà ở Toyosu, vừa lúc 20.000 NEET trở về Dubai trên con tàu chở hàng. Takizawa thu hút tất cả mọi người lên nóc nhà, lệnh cho họ tìm ra phương pháp đối với phó với các tên lửa đạn đạo đang tiến tới. Juiz triệu tập JSDF để ngăn chặn đám tên lửa. Vì biết không thể giả làm kẻ khủng bố, Takizawa yêu cầu Juiz biến cậu thành "Vua Nhật Bản", rồi xóa ký ức cậu thêm lần nữa, song trước đó cậu kịp nhét điện thoại di động vào túi Saki.

### The King of Eden
Sáu tháng sau các sự kiện của bộ anime truyền hình, Takizawa đã mất tích, còn Saki tìm kiếm tung tích của cậu. Juiz gửi Saki một tin nhắn của Takizawa mà cậu thu trước khi xóa ký ức thêm lần nữa, cậu hướng dẫn cô gặp tại "nơi đặc biệt". Sau vụ tấn công tên lửa, Eden trở thành doanh nghiệp thịnh vượng, còn Takizawa trở thành người hùng dân gian với tên gọi "Air King"; Seleção tên Tsuji Jintaro quảng bá hình ảnh của Takizawa với hi vọng biến cậu thành kẻ tử vì đạo hoặc kẻ khủng bố. Eden cũng biết được tên họ của Takizawa bị đổi thành Iinuma, trùng họ của cố Thủ tướng Nhật Bản vừa mất. Tsuji loan tin đồn Takizawa là con hoang của Iinuma.
Sau khi nhận ra tin nhắn của Takizawa có thể ám chỉ khu vực Ground Zero ở New York, Saki liền đi đến đó. Cô phát hiện một khẩu súng bị giấu trong hành lý của mình, làm cho tài xế taxi bỏ chạy và mang theo điện thoại của Takizawa. Cuối cùng Saki tìm thấy Takizawa, song cậu không nhận ra cô. Họ đoạt lại ví của cô và điện thoại của Takizawa từ tay tài xế, Takizawa đành chấp nhận danh tính thất lạc của mình. Do có quyền truy cập vào cơ sở dữ liệu Seleção, Eden biết Yūki là người phá hủy điện thoại của y, trong khi Bác sĩ Hiura vẫn còn sống - ký ức của ông đã bị Supporter xóa mất. Sau đó họ phát hiện ra Mononobe đã hack vào hệ thống, ép họ tắt Eden.
Takizawa hy vọng tìm ra thông tin về mẹ mình, cậu đi cùng Saki tới vòng quay ngựa gỗ - tại đó họ tìm thấy chiếc nhẫn vàng mà mẹ cậu bỏ lại. Họ bị đạo diễn phim Naomoto Taishi (một Seleção khác làm việc cho Iinuma), song y đã bị bắt. Kuroha hỗ trợ Takizawa, thông báo với cậu rằng cậu bắt buộc phải trở lại Nhật Bản để đính chính thông tin cậu là con trai hoang của Thủ tướng. Mononobe bắt đầu nhắm tới mục tiêu là hàng loạt xe tải - nơi thực sự cất trữ các siêu máy tính lẻ của Juiz cùng các tên lửa đạn đạo. cậu phá hủy xe tải của Supporter và Tsuji, trong khi Kuroha hi sinh thân mình để giữ cho Takizawa ở lại trò chơi. Cô rời đi, còn Takizawa và Saki bay sang Nhật Bản.

### Paradise Lost
Takizawa và Saki đặt chân đến Nhật Bản, họ gặp góa phụ Chigusa của Iinuma, cô lấy một chùm sợi tóc của Takizawa để đem xét nghiệm DNA. Takizawa bị tách khỏi Saki, nhờ cô tìm mẹ cậu bằng cách nhận diện con chó cưng của cậu thông qua Eden. Sau đó Takizawa thoát thân khỏi đám người hộ tống bằng tráo đổi vị trí với một NEET. Cậu liên lạc với Eden (Eden đã đã rút lui về khuôn viên đại học), thông báo cho Takizawa về đống xe tải của Juiz.
Saki và cô bạn Osugi Satoshi lần theo dấu vết của Aya - mẹ Takizawa và đang điều hành quán bar. Bà thừa nhận mình sống ở New York và có quan hệ tình cảm với Iinuma, song không đính chính hay phủ nhận danh tính của cha Takizawa. Aya bỏ trốn khi Mononobe cử cảnh sát tới thẩm vấn bà. Takizawa lần theo chiếc xe tải của Juiz, gặp mặt các thành viên của Eden là Micchon và Sis (họ đã cướp xe tải của Mononobe. Thủ lĩnh của Hirasawa Kazuomi của Eden gặp mặt Atō Saizō, phát hiện ra cậu ta còn sống và làm nghề tài xế taxi, đồng thời làm Supporter.
Takizawa và Eden đến nhà Iinuma, tại đây Mononobe gặp Takizawa. Mononobe yêu cầu anh rút khỏi trò chơi để anh ta có thể thắng cuộc và giành quyền kiểm soát chính phủ. Takizawa đồng ý miễn là Mononobe trở thành Thủ tướng, nhưng Mononobe lại từ chối. Takizawa tiếp tục với cách kết thúc trò chơi của riêng mình, anh nói chuyện với Nhật Bản nhờ sử dụng ứng dụng điện thoại "Airship", nhập vai thành kẻ khủng bố nhưng khuyến khích xã hội thay đổi đất nước của họ theo chiều hướng tốt đẹp hơn. Ở màn cuối, anh tặng mỗi người một yên.
Vì quá đỗi ấn tượng, Atō kết thúc trò chơi và tuyên bố toàn bộ các Seleção là người thắng cuộc. Nhắm tặng quà chia tay, anh xóa ký ức của họ về trò chơi qua điện thoại. Tuy nhiên, Takizawa miễn nhiễm và không bị ảnh hưởng bởi tác động kể trên. Mononobe rời đi và tình cờ chạm mặt Yūki (lúc ấy chưa biết chuyện gì xảy ra) và anh cố ám sát Mononobe vì đã bỏ rơi mình. Mononobe đâm xe và cán qua người Yūki. Takizawa kiểm tra xét nghiệm DNA, phát hiện ra anh không hề có dính dáng gì đến chồng Saki. Anh rời đi, hôn Saki và hứa gặp cô lần nữa. Ở phần vĩ thanh, Saki kể lại Eden đã đóng cửa một thời gian để hỗ trợ các NEET ra sao. Ở cánh kết, Takizawa gặp Atō, và họ vừa lái xe vừa bàn về kế hoạch tương lai.

## Nhân vật

### Chính
Takizawa Akira (滝沢 朗)
Lồng tiếng bởi: Kimura Ryōhei (tiếng Nhật), Jason Liebrecht (tiếng Anh)
Takizawa Akira là một cậu thanh niên bị mất trí nhớ do một chương trình tẩy não, cậu gặp Morimi Saki ở Washington D.C.; cậu lộ diện trong tình trạng khỏa thân, chỉ mang một khẩu súng ngắn và một chiếc điện thoại động có chức năng cực kỳ tiên tiến có in cụm từ "noblesse oblige" cùng 8,2 tỷ yên trong tài khoản tín dụng tiền số. Khi Saki bị cảnh sát tra hỏi sau khi cô ném một chiếc đồng xu vào khuôn viên Nhà Trắng, cậu giúp cô chạy trốn nên cô đưa cậu chiếc áo khoác thay cho lời cảm ơn. Khi cậu tiến hành cuộc gọi đầu tiên, một giọng nữ vang lên tự xưng là "Juiz". Cô ta gửi anh tấm bản đồ đánh dấu tòa chung cư được cho là nơi cậu trú. Trong căn hộ, cậu tìm thấy súng và nhiều tấm hộ chiếu khác nhau - chúng dường như đều thuộc về cậu. Saki bám theo cậu sau khi nhận ra mình để quên hộ chiếu trong áo khoác mà cô đưa cho cậu, rồi hai người quyết định cùng nhau trở về Nhật Bản. Tên thật và ngày sinh của cậu vẫn là ẩn số; danh tính hiện tại của cậu là Takizawa Akira được lấy từ tấm hộ chiếu cậu tìm được, trong đó ghi cậu sống ở Toyosu, Nhật Bản và ngày sinh là 7 tháng 1 năm 1989, tức sớm hơn một ngày so với Morimi Saki.
Morimi Saki (森美 咲)
Lồng tiếng bởi: Hayami Saori (tiếng Nhật), Leah Clark (tiếng Anh)
Morimi Saki là một thiếu nữ đang học năm cuối đại học. Sau khi cha mẹ mất, cô sống cùng cô chị đã lấy chồng và gia đình cô ấy; họ đã chu cấp cho cô học đại học. Cô ghé thăm thành phố New York để phục vụ chuyến đi tốt nghiệp, song tách khỏi nhóm bạn để một mình đi thăm Washington D.C. Ở đầu phim, cô ném một đồng xu vào bãi cỏ ở Nhà Trắng và bị cảnh sát tiếp cận, song Takizawa Akira cứu cô thoát khỏi gặp rắc rối. Sau khi nhận ra hộ chiếu của mình nằm trong chiếc áo khoác mà mình đưa cho Akira, cô bám theo cậu rồi hai người cùng nhau trở về Tokyo, Nhật Bản. Cô cố tìm cô việc để không phụ thuộc vào gia đình chị, nhưng sau buổi phỏng vấn tệ hại ở công ty cũ của anh rể, cô đồng hành cùng Akira đi phiêu lưu và nhờ câu lạc bộ cũ "Eden of the East" hợp tác kinh doanh với Akira.

### Câu lạc bộ Eden of the East
Câu lạc bộ Eden of the East có tiền thân là một nhóm tái chế nhỏ, song nhanh chóng trở thành bàn đạp cho một website thương mai thành công nhờ có công cụ nhận dạng hình ảnh đột phá của Micchon nằm trong trang web của Eden và khả năng nâng cao giá trị bất kỳ đồ vật nào của Saki', kể cả rác. Không lâu sau, tính năng hoạt động của trang web trên điện thoại đã thu hút nhiều sinh viên nhấn nút theo dõi. Tuy nhiên, sau khi sinh viên lạm dụng tính năng mai mối xã hội, làm cho một cô gái bỏ học và đại học bắt đầu tiến hành điều tra, tiến độ dự án của nhóm bị chậm đi. Ngoài Saki (phụ trách mảng quan hệ công chúng) thì các thành viên gồm:
- Ōsugi Satoshi (大杉 智?) là một người bạn của Saki và dành tình yêu đơn phương cho cô. Cậu là một trong những thành viên đầu tiên của câu lạc bộ bước chân vào thế giới kinh doanh. Những người lồng tiếng Nhật và tiếng Anh cho cậu là Eguchi Takuya và Michael Sinterniklaas.
- Hirasawa Kazuomi (平澤 一臣?), thủ lĩnh de facto của Eden of the East. Cậu trì hoãn việc tốt nghiệp và mục tiêu tối quan trọng của cậu là tạo ra thiên đường cho NEET.[13] Những người lồng tiếng Nhật và Anh cho cậu lần lượt là Kawahara Motoyuki và J. Michael Tatum.
- Katsuhara Mikuru (葛原 みくる Katsuhara Mikuru?), biệt danh là Micchon (みっちょん Micchon?) là một cô bé nhút nhát nhưng thật thà, người lập trình hệ thống nhận dạng hình của Eden of the East. Cô là họ hàng của Hirasawa.[13] Những người lồng tiếng Nhật và Anh cho cậu lần lượt là Saitō Ayaka và Stephanie Sheh.
- Kasuga Haruo (春日 晴男?) là một thành viên thích ngồi bên trong bàn có ngăn cuộn. Cậu để ý Osugi đã mất tích sau khi ăn tối với cậu ấy. Những người lồng tiếng Nhật và Anh cho cậu lần lượt là Taioh Hayato và John Burgmeier.[13]
- Onee (おネエ?), là thành viên chuyên kiểm kê các văn bản pháp lý. Tên thật và tuổi của cô chưa rõ. Những người lồng tiếng Nhật và Anh cho cô lần lượt là Saitoh Kimiko và Lydia Mackay.[13]

Cậu lạc bộ còn có một cố vấn tên là Itazu Yutaka (板津 豊), một hacker thiên tài song sống ẩn dật có biệt danh Pantsu () dựa trên cách đọc khách của cậu bằng tiếng Kanji, và thực ra cậu đã sống khép kín trong nhà từ khi mất quần từ hai năm trước khi bộ truyện bắt đầu. Những người lồng tiếng cho cậu lần lượt là Hiyama Nobuyuki và Newton Pittman. Ở phần phim điện ảnh đầu tiên, Eden of the East trở thành một doanh nghiệp nhỏ và các thành viên của câu lạc bộ cố gắng vừa hỗ trợ Saki và Akira, vừa truy dấu hoạt động của Seleção.

### Seleção và các nhân vật liên quan
Seleção (tiếng Bồ Đào Nha: "Chọn lọc") là những thí sinh tham gia vào trò chơi. Mỗi người mang một chiếc điện thoại di động đặc biệt ghi chữ "Noblesse oblige" với tài khoản chứa 10 tỷ yên mà họ phải dùng để "cứu Nhật Bản". Họ có thể chi tiền theo bất cứ cách nào họ muốn nhờ sử dụng một nhân viên hỗ trợ khách hàng tên là Juiz (iếng Bồ Đào Nha: "Thẩm phán" hay "Trọng tài") nhằm hoàn thành mục tiêu; song bất kỳ Seleção nào tiêu hết tiền trước khi có thể hoàn thành nhiệm vụ, tiêu tiền chỉ để thỏa mãn thú vui cá nhân hay không tương tác gì với điện thoại trong thời gian dài sẽ bị một người trong nhóm có tên "The Supporter" trừ khử. Tương tự, nếu có người vi phạm luật họ sẽ bị trừ khử. Khi có người được công bố là người thắng cuộc, mười một người kia cũng bị trừ khử. Người tạo ra trò chơi có tên là "Mr. Outside."
Mononobe Daiju (物部 大樹)
Lồng tiếng bởi: Miyauchi Atsushi (tiếng Nhật), John Gremillion (tiếng Anh)
Seleção số 1.
Mononobe là một trong các phản diện chính của phim. Anh từng là một quan chức, có liên hệ với nhiều lãnh đạo chính trị ở Nhật Bản. Anh ta cố gắng trở thành giám đốc điều hành của viện ATO. Anh đưa Akira đến trụ sở của ATO và tiết lộ nhiều thông tin hơn về quá khứ của cậu, hi vọng chiêu mộ cậu về phe mình. Tham vọng của y không chỉ là thắng trò chơi, mà còn là thay thế chính Mr. Outside khi anh giả định Mr. Outside đã chết. Theo anh ta, Nhật Bản là một đất nước đang sống lãnh đạo do đã được thành tựu kinh tế kể từ khi kết thúc Thế chiến II và tác động chính trị mạnh mẽ của từ những quốc gia như Hoa Kỳ vào xã hội của họ, vì thế anh lên kế hoạch cứu đất nước bằng đoán kết người qua một vụ tấn công khủng bô quy mô lớn. Tuy nhiên, Akira và NEET do chính y chiêu mộ đã làm kế hoạch của y phá sản, lần đầu là với vụ Careless Monday, và lần kế là phá các tên lửa đạn đảo ở cuối bộ anime truyền hình. Ở phần phim điện ảnh King of Eden, anh sử dụng Phòng điều tra của Sở cảnh sát Nhật Bản để điều tra nhóm Eden of the East - nhóm có liên quan đến các hoạt động của Takizawa Akira. Nhờ sử dụng liên hệ với chính phủ, anh định thông qua "Dự luật Thừa kế 100%" nhằm đấu với kế hoạch của Akira với NEET. Trong Paradise Lost, anh tiết lộ kế hoạch lật đổ chính phủ hiện tại và lập một chính phủ mới quyền lực với cái giá là quyền tự do cá nhân. Sau khi ký ức bị xóa đi do Mr. Outside kết thúc trò chơi, Mononobe gặp tai nạn đâm xe sau khi bị Yūki phát điên nã đạn. Chưa rõ là anh còn sống hay không.
Tsuji Jintarō (辻 仁太郎)
Lồng tiếng bởi: Yusa Kōji (tiếng Nhật), Todd Haberkorn (tiếng Anh)
Seleção số 2.
Tsuji, biệt hiệu là "2G", là một Seleção làm việc với Mononobe và Yūki. Anh dường như ít bận tâm đến "trò chơi" của Mr. Outside và đơn giản là mong nó kết thúc càng sớm càng tốt. Anh cho biết mình chưa chi bất kỳ đồng nào trong số 10 tỷ yên được trao. Trong phần phim điện ảnh King of Eden, anh bắt đầu hành đông khi biến Takizawa thành nhân vật chính của một xu hướng và thần tượng lớn. Anh chịu trách nhiệm quảng bá và tiếp thị Takizawa thành "Air King", với quảng cáo và vật phẩm tiêu thụ miêu tả cảnh tạo dáng Akira khi đang ngăn vụ khủng hoảng tên lửa đạn đạo. Cuối cùng anh lên kế hoạch để cho Takizawa hi sinh thành kẻ từ vì đạo và người hùng của Nhật Bản. Về mặt kỹ thuật, anh bị loại trừ khỏi trò chơi khi Mononobe phá hủy xe moóc của anh, nhưng sau đó mất hết tiền khi Mononobe sắp đặt để anh bị các nhân viên kiểm toán thuế điều tra.
Kitabayashi Toshiko (北林 敏子)
Lồng tiếng bởi: Seno Reiko (tiếng Nhật), Juli Erickson (tiếng Anh)
Seleção số 3
Seleção 3 là một phụ nữ lớn tuổi có mái tóc màu tím theo danh sách ghi các Seleção trong The King of Eden, song đã hành động ở phần phim điện ảnh thứ hai. Bà tiến hành cuộc gọi đầu tiên cho Juiz để đặt đồ ăn. Sau ở cuối phim tiết lộ rằng bà thực ra đang nằm viện và ân cần cảm ơn Mr. Outside vì cho mình tham gia trò chơi.
Kondō Yūsei (近藤 勇誠)
Lồng tiếng bởi: Shirokuma Hiroshi (tiếng Nhật), Christopher Sabat (tiếng Anh)
Seleção số 4.
Anh là một thám tử thanh tra ở Nhật Bản. Sau khi tiêu gần hết tiền mà không hoàn thành được nhiệm vụ mà Mr. Outside giao phó, anh đánh cắp điện thoại di động của Akira nhằm chiếm lấy tiền mặt của cậu, song kế hoạch của ý đổ bể khi được Juiz thông báo rằng tiền của Seleção thì chỉ có chính chủ mới sử dụng được. Anh bị vợ mình đâm chết khi đang cố trả điện thoại cho Akira, song cố cảnh báo cậu trò chơi này nguy hiểm ra sao trước khi tắt thở.
Hiura Hajime (火浦 元)
Lồng tiếng bởi: Ogawa Shinji (tiếng Nhật), Kent Williams (tiếng Anh)
Seleção số 5.
Hiura là một cựu bác sĩ chuyên ngành phẫu thuật thần kinh tài năng 52 tuổi. Do gặp tai nạn mà đôi tay của anh không thể phẫu thuật - ngành đặc thụ đòi hỏi độ chính xác cao, nên sau cùng anh đã bỏ việc. Dựa trên suy nghĩ cũ rằng bác sĩ chỉ có thể cứu được số bệnh nhân hạn chế, Hiura sử dụng điện thoại di động để tìm ra phương pháp lý tưởng điều trị mọi loại bệnh. Anh bị Supporter trừ khử sau khi tiếu hết tiền, và tuy không thể cứu Nhật Bản, anh nói với Akira rằng anh đã thành công hoàn thành nhiệm vụ của riêng mình. Trong phần phim điện ảnh The King of Eden, hóa ra Supporter không hề tiêu diệt anh mà chỉ xóa ký ức của anh.
Naomoto Taishi (直元 大志)
Lồng tiếng bởi: Yoshino Hiroyuki (tiếng Nhật), Josh Grelle (tiếng Anh)
Seleção số 6.
Naomoto là một trong những phản diện chính xuất hiện ở phần phim điện ảnh The King of Eden. Anh là một đạo diễn phim có ý định ghi hình một "bộ phim lý tưởng," với Akira và Saki vào vai chính, rồi sau cùng thủ tiêu họ theo cách mà anh chưa từng thấy trên phim. Vì lý do ấy mà anh gây ra rất nhiều rắc rối cho Saki và Akira, vì anh cho rằng hoàng từ sẽ đến giải cứu 'thiếu nữ gặp nạn'. Âm mưu của y bị lật tẩy nhờ có Shiratori thành công đưa Takizawa và Saki trốn thoát trên chiếc xe Porsche Cayenne. Lần cuối y xuất hiện là ở phòng giam của cảnh sát ở Hoa Kỳ.
Takizawa Akira
Seleção số 9.
Vị trí Seleção số 9 của Takizawa được tiết lộ gần như ngay từ đầu phim, tuy nhiên lúc đầu anh không hiểu nó là gì vì bị mất trí.
Yūki Ryō (結城 亮)
Lồng tiếng bởi: Morita Masakazu (tiếng Nhật), Jerry Jewell (tiếng Anh)
Seleção số 10.
Y là thủ phạm gây ra vụ phóng tên lửa đạn đạo trong vụ Careless Monday. Tuy nhiên, Yūki rất nhu mì và tỏ ra lưỡng lự khi bị ép phải hỗ trợ cho Pantsu. Anh đồng minh với Mononobe vì có mục tiêu chung. Động cơ của Yūki gây ra vụ Careless Monday là để trả thù xã hội mà anh ghét bỏ. Anh bị ép phải làm việc để nuôi cha mẹ bệnh tật và thấy bị hệ thống lừa dối. Ở phần phim điện ảnh The King of Eden, anh dường như ngừng hoạt động, song tiết lộ với Tsuji rằng anh đã phá chiếc điện thoại nhằm tránh bị Mononobe theo dõi, dẫn đến bị loại khỏi trò chơi. Anh còn ám ảnh với việc trả thù Takizawa. Vì Yūki phá chiếc điện thoại và không nhận được tin nhắn cuối của Mr. Outside, ký ức của Yūki không bị xóa đi khi trò chơi khép lại. Tuy nhiên, anh bị xe của Mononobe tông phải khi đang cố ám sát Takizawa. Chưa rõ là anh còn sống hay đã chết.
Shiratori Daiana Kuroha (白鳥・D・黒羽)
Lồng tiếng bởi: Igarashi Rei (tiếng Nhật), Christine Auten (tiếng Anh)
Seleção số 11.
Ban ngày Shiratori là chủ tích của một công ty người mẫu, đến đêm cô lại là một sát nhân hàng loạt. Cô sử dụng điện thoại di động Noblesse Oblige để dọn dẹp bằng chứng cho các vụ ám sát và che đậy tội ác của mình. Cô sát hại đàn ông bằng cách cắt dương vật ("Johnnies") của họ bằng chiếc dao cắt xì gà. Tuy nhiên, cô chỉ nhắm tới những người đàn ông từng gây tổn hại cho phụ nữ, như những kẻ hiếp dâm, truyền động lực cho cổ làm Seleção. Ở phần phim điện ảnh The King of Eden, cô liên minh với Akira và cứu cậu khỏi nhiều rắc rối. Cô bị loại khỏi trờ chơi khi lấy thân mình che cho xe kéo của Akira khỏi bị tên lửa do Mononobe phóng bằng chính xe kéo của mình. Ký ức của cô có thể đã bị xóa đi cùng với những Seleção khác khi trò chơi khép lại.
Atō Saizō (亜東 才蔵)
Lồng tiếng bởi: Arikawa Hiroshi (tiếng Nhật), Grant James (tiếng Anh)
Seleçao số12
Ông là một doanh nhân quyền lực giúp gây dựng Nhật Bản thời hậu chiến. Sau ông được tiết lộ là Mr. Outside (ミスター・アウトサイド Misutā Autosaido). Là một nhân vật bí ẩn và chưa từng lộ diện, ông chọn mười một công dân Nhật Bản làm Seleção và tặng họ những chiếc điện thoại cùng nhiệm vụ đem lại sự ổn định cho Nhật Bản theo bất cứ cách nào họ muốn. Tuy nhiên, ông cảnh báo sẽ cử một "Supporter" đi trừ khử bất cứ Seleção nào tiêu hết tiền của họ trước khi có thể hoàn thành nhiệm vụ, hành động ích kỷ, lười biếng trong thời gian dài hoặc phạm luật.
Sau đó Takizawa Akira nhận ra "Saizo Ato" là phép chơi chữ trong phát âm từ "Outside" bằng tiếng Nhật. Là một người yêu bóng đát, cảm hứng chọn tên Seleção của Saizo xuất phát từ cách phát âm tiếng Bồ Đào Nha của từ "chọn lọc" và biệt hiệu nổi tiếng của đội tuyển quốc gia Brasil. Danh tính thật của ông được tiết lộ ở phần phiml Paradise Lost, trong phim ông là một người đàn ông lớn tuổi giả làm tài xế taxi. Saizo còn có bốn nữ giúp việc gọi ông là "ông nội" và hỗ trợ ông trong trò chơi. Có lúc toàn bộ Seleção là các hành khách trên chuyến xe của ông, khi ấy ông hỏi họ sẽ tiêu 10 tỷ yên ra sao, ngoại trừ Takizawa - cậu từng gặp Saizō Atō khi dừng lái xe đạp dỗ gần một chiếc taxi. Sau các sự kiện trong phần phim Paradise Lost, Saizo công bố toàn bộ những Seleção thắng cuộc và xóa ký ức nhằm giúp họ thoát khỏi trò chơi. Takizawa cố lưu giữ ký ức và lần theo Saizo để họ có thể cùng hợp tác cải thiện Nhật Bản.
Juiz (ジュイス Juisu)
Lồng tiếng bởi: Sakiko Tamagawa (tiếng Nhật), Stephanie Young (tiếng Việt)
Đây là một giọng nữ bí ẩn, đảm nhận vai trò nhân viên hỗ trợ khách hàng cho Seleção. Cô cung cấp cho họ thông tin và đáp lại đề xuất của họ, từ những thương vụ mua bán quy mô lớn đến hối lộ chính quyền và tiến hành ám sát. Ở tập 10, phim tiết lộ Juiz không phải là người mà là trí tuệ nhân tạo tiên tiến. Ở phần phim điện ảnh King of Eden Movie, nội dung phim tiết lộ thêm có 12 bản sao của Juiz, mỗi cái nằm trong một thiết bị được cải trang thành xe kéo. (Thiết bị của Juiz ban đầu cất ở cơ sở mà Mononobe tìm thấy, nhưng chúng được chuyển sang nền tảng điện thoại di động, để lại lỗ hổng lớn ở cơ sở). Khi một Seleção bị xóa khỏi trò chơi, xe kéo của họ bị phá hủy, hoặc theo cách thì một Seleção bị loại trừ nếu xe kéo của họ bị phá hủy. Qua đánh giá từ các phản ứng khác nhau của nhiều Juiz, AI dường như là một thực thể độc lập, song được khởi tạo từ chung mã cơ sở. Ở tập 10, một phụ nữ có mặt ở trụ sở của ATO với giọng và cách nói hệt như Juiz; điều này làm dấy lên nghi ngờ liệu cô thật sự là Juiz hay giọng và tính cách (không phải ký ức) của cô đơn giản là được dùng làm mẫu phát triển Juiz. Ở phần phim điện ảnh Paradise Lost, người phụ nữ được tiết lộ là một trong bốn cô cháu gái sinh tư của Mr. Outside: những người phụ nữ này đáp ứng các yêu cầu được gửi tới bộ phận của Juiz.
Seleção số 7 chưa bao giờ lộ diện trong bất cứ phần phim nào, nhưng Seleção số 8 (một người đàn ông trung niên) đã xuất hiện khách mời ở kết phần phim điện ảnh thứ hai trong phát biểu bế mạc của Mr. Outside.

## Sản xuất
Bộ phim được công bố sản xuất vào năm 2008, cho biết sự tham gia của Kamiyama với vai trò đạo diễn, sáng tạo và biên kịch, còn Umino làm thiết kế nhân vật. Ngoài ra, một nguồn tin thông báo hai phần phim chiếu rạp dự kiến lần lượt ra mắt vào ngày 28 tháng 11 năm 2009 và tháng 3 năm 2010, sau khi bộ anime truyền hình ngừng chiếu đợt đầu tiên. Tháng 3 năm 2009, một nguồn tin nữa cho biết bộ phim sẽ ra mắt trên Noitamina vào ngày 9 tháng 4 năm 2009. Ngày 19 tháng 3 năm 2009, trang web chính thức của loạt phim tái khởi động với một trailer, thông báo bài nhạc hiệu mở đầu là "Falling Down" của ban nhạc rock người cậu Oasis, còn bài nhạc kết là "futuristic imagination" của ban nhạc Nhật School Food Punishment.
Ngày 9 tháng 4 năm 2009, bộ phim bắt đầu trình chiếu 11 tập. Ngày 26 tháng 9 năm 2009, xưởng phim phát hành Eden of the East Compilation: Air Communication - bộ phim thuật lại các sự kiện trong tác phẩm truyền hình. Lúc đầu xưởng phim dự kiến làm mùa phim thứ hai, song đổi ý rằng một cặp phim điện ảnh sẽ là phương tiện tốt hơn để tiếp nối câu chuyện; hai bộ phim lần lượt được phát hành vào ngày 28 tháng 11 năm 2009 và 9 tháng 1 năm 2010.
Ở Bắc Mỹ, bộ phim được phát hành trên Blu-ray và DVD vào năm 2010. Những phần phim điện ảnh ra mắt vào năm 2011.

## Đón nhận
Sản phẩm tập DVD đầu tiên ở Nhật Bản ra mắt vào ngày 29 tháng 7 năm 2009, xếp thứ 23 trong bảng xếp hạng video của Oricon với 4.394 bản tiêu thụ trong tuần từ 27 tháng 7 - 2 tháng 8 năm 2009. Tập Blu-ray đầu tiên cũng được phát trùng hôm ấy, và ra mắt ở hạng bảy trên bảng xếp hạng SoundScan Japan Blu-ray Disc. Bộ phim gặt hái nhiều giải thưởng kể từ ngày ra mắt, gồm giải TV Feature Award ở liên hoan Animation Kobe (2009) và thắng hạng mục phim truyền hình của năm tại Hội chợ Tokyo Anime quốc tế.
Tác phẩm nhận được những điểm số cao cho tập phim đầu tiên trên Cẩm nang xem sớm mùa xuân năm 2009 của Anime News Network. Các cây viết đánh giá Theron Martin, Carlo Santos và Casey Brienza, mỗi người chấm tập phim đầu tiên đạt 4,5/5, còn Carl Kimlinger chấm điểm 5/5.
Trong bài đánh giá, Martin viết "đây không phải bộ anime truyền hình bình thường. Nếu bạn tìm kiếm tác phẩm khác thường ở mùa mới - khác xa với toàn bộ các bản chuyển thể game, truyện hành động shonen và lãng mạn quá đỗi dễ thương, thì chính là bộ phim này đây." Ngoài ra, cậu khen các khía cạnh nghệ thuật của "bối cảnh xuất sắc, thiết kế nhân vật cuốn hút, các nhân vật chính cực kỳ dễ mến và phần kết độc đáo." cậu kết luận rằng "bộ phim này làm mọi thứ có thể nhằm lôi kéo người bằng tập phim đầu tiên và làm họ muốn tiếp tục theo dõi những tập sau."
Santos nhận xét rằng "chỉ có một lý do tập phim này chưa hoàn hảo: phải đến cuối câu chuyện thì mới thật sự bắt đầu", song chỉ ra "phần hoạt họa mượt mà, giàu cảm xúc."
Brienza bắt đầu bài đánh giá bằng câu: "Ôi trời, cái gì đây; có thể nói thẳng thừng ngay từ đầu: Tôi yêu nó," song phê phán "cốt truyện sáo rỗng" và cho rằng nó "đạo toàn bộ từ một cuốn tiểu thuyết của Robert Ludlum." Cô dành lời khen về "chi tiết chân thực, tỉ mỉ ở bối cảnh Washington D.C." và "sự hồn nhiên lịch sự và bất thường" ở "các thiết kế nhân vật của Umino Chica", cũng như "tính hài hước nặng về khoa học [sic]... và niềm hi vọng mỏng manh của nữ chính, gợi cho tôi rất nhiều tới Miyazaki Hayao."
Trong khi thừa nhận "Tôi không phải người hâm mộ của Kamiyama Kenji", Kimlinger nhận xét tập phim là "một khởi đầu kỳ lạ và lôi cuốn cho đến một bộ phim kỳ lạ và lôi cuốn." cậu viết: "ít phút đầu của Eden nằm trong số những khoảnh khắc hài hước nhất gần đây", và bình phẩm rằng "cả hai nhân vật chính đều có thừa dễ thương đến mức thấy rõ, và Kamiyama thể hiện khả năng bậc thầy về sự nhân văn hóm hỉnh mà chẳng thể mường tượng được ở sự nghiệp của cậu trước đây". Giống Brienza, cậu chỉ ra "món nợ của Eden với The Bourne Identity là rất lớn", song kết luận: "kết quả thì đơn giản là tuyệt vời".
Cây viết của Los Angeles Times, Charles Solomon xếp bộ phim thứ tư trong "Top 10 anime hay nhất" của ông.